# Shangpa
Shangpa (albo Szangpa) – jedna z dwóch pierwotnych linii Kagyu, jednej z czterech głównych tradycji buddyzmu tybetańskiego. Najważniejszym współczesnym przedstawicielem tej tradycji był Kalu Rinpocze (1905–1989), jeden z najwybitniejszym mistrzów Kagyu w XX wieku.
Tradycję Szangpa założył Khjungpo Naldzior (według legend 918-1079). Khjungpo Naldzior studiował w Tybecie tradycje Bön i Dzogczen a następnie wyruszył do Nepalu, gdzie spotkał aczarię Sumati. Został tłumaczem i powędrował do Indii, gdzie, jak głoszą legendy, studiował pod kierunkiem stu pięćdziesięciu nauczycieli. Został mistrzem doktryn ezoterycznych i egzoterycznych oraz medytacji.
Jego najważniejszymi nauczycielami byli Sukhasiddhi, Rahulagupta i Niguma, partnerka Naropy. Wiele przekazów według legendy otrzymał bezpośrednio od dakiń. Najsłynniejszymi uczniami Khjungpo Naldziora byli Mehu Tonpa, Mogczokpa i Szang Gomczo Senge. Jeden z mistrzów tej szkoły, Buton Rinczen Drup, przekazał Congkhapie linię uhjasamada tantry Curtona Łangi Dordże. 
Główne praktyki Szangpa Kagyu to tantry Mahakali, Czakrasamwary, Hewadżry, Guhjasamadży i Mahamai, Mahamudra oraz sześć doktryn Nigumy. Wszystkie praktyki od Nigumy określa się "złotymi dharmami" z powodu tego, iż Khjungpo Naldzior podczas każdej wyprawy do Indii ofiarowywał złoto za otrzymane nauki. Porównuje się je do drzewa. Korzeniem tego drzewa jest sześć jog Nigumy, pniem jest mahamudra. Trzy gałęzie to trzy integracje. Chodzi w nich o to, żeby doświadczenie zdobyte dzięki praktyce sześciu jog i mahamudry, zintegrować z codziennym życiem. Później są dwa kwiaty: biała i czerwona dakini. Następnie jest owoc, stan buddy: nieśmiertelność umysłu i brak błędu.